# Написи на кераміці мая

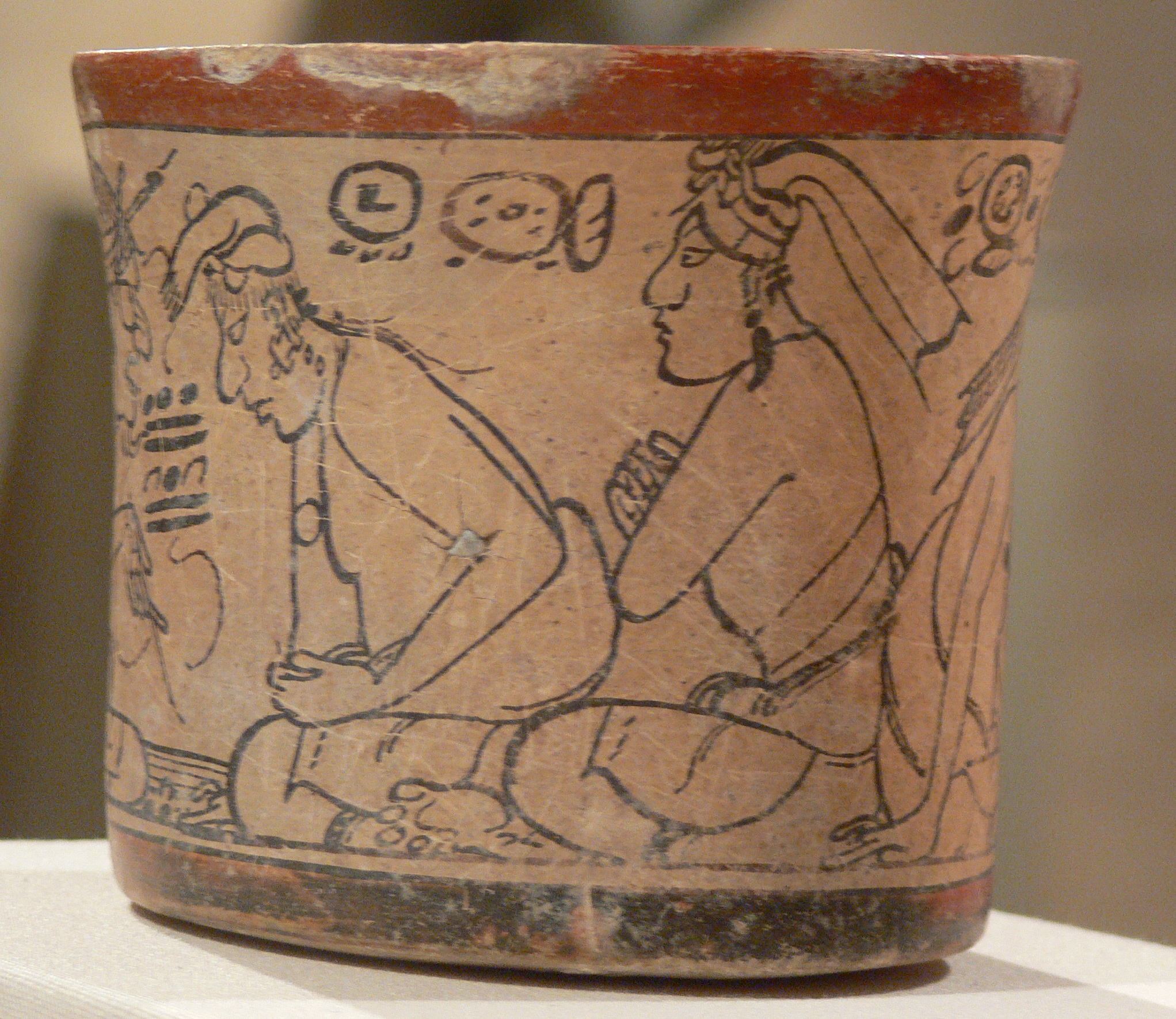
Керамічний «кодекс» мая

Написи на кераміці мая — зображення міфологічних, ритуальних, палацових і батальних сцен, що являють собою унікальний за багатством і різноманітністю історико-етнографічне джерело для вивчення міфології, релігії, соціальної організації, побуту еліти в містах мая класичного періоду.

## Загальна характеристика
Переважна більшість посуду з написами датується археологами піздньокласичним часом — VII—IX ст. Велика частина парадної кераміки знайдено з похованні знаті мая, проте не є похоронної за своїм призначенням. Стан багатьох судин свідчить про їхнє тривале використання як ритуального посуду до того, як вони потрапляли в супровідний інвентар поховань. Натепер загальне число відомих фахівцям судин зі сценами, виконаними поліхромним розписом або в техніці різьблення по сирій глині, перевищує 2 тис. Розписи переважно зроблені червоною і чорною фарбами.

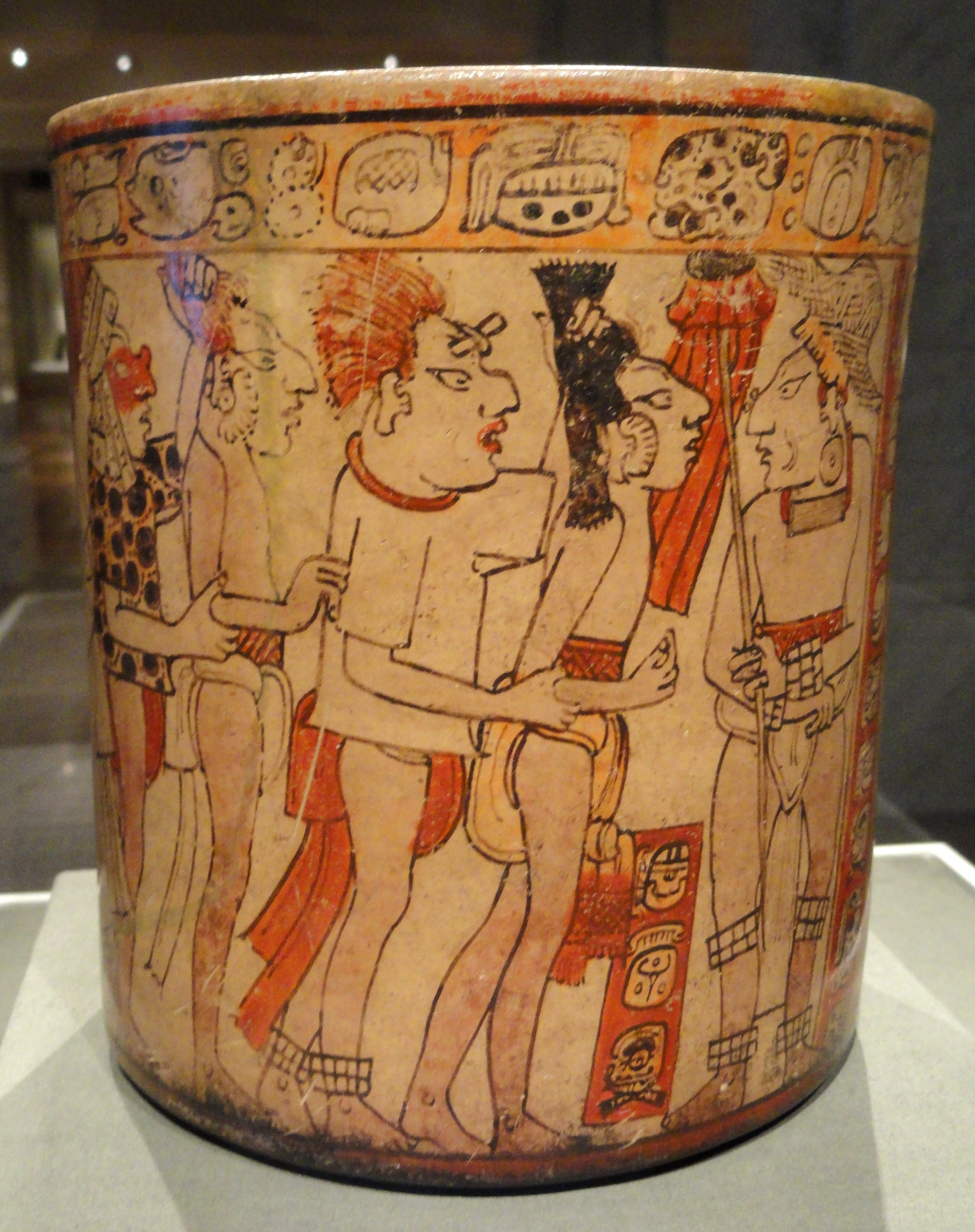
Батальна сцена
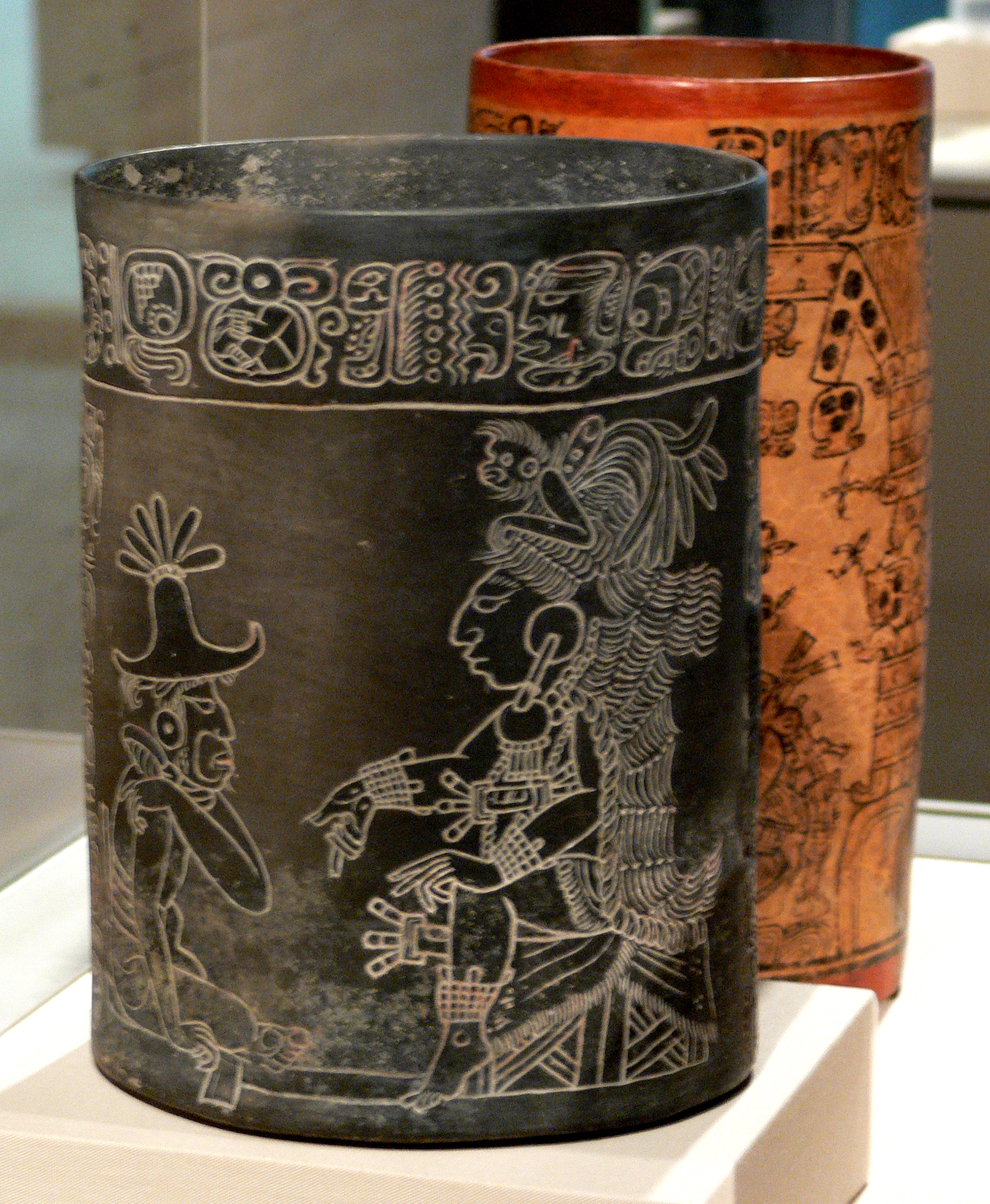
Сидячий володар і підлеглий
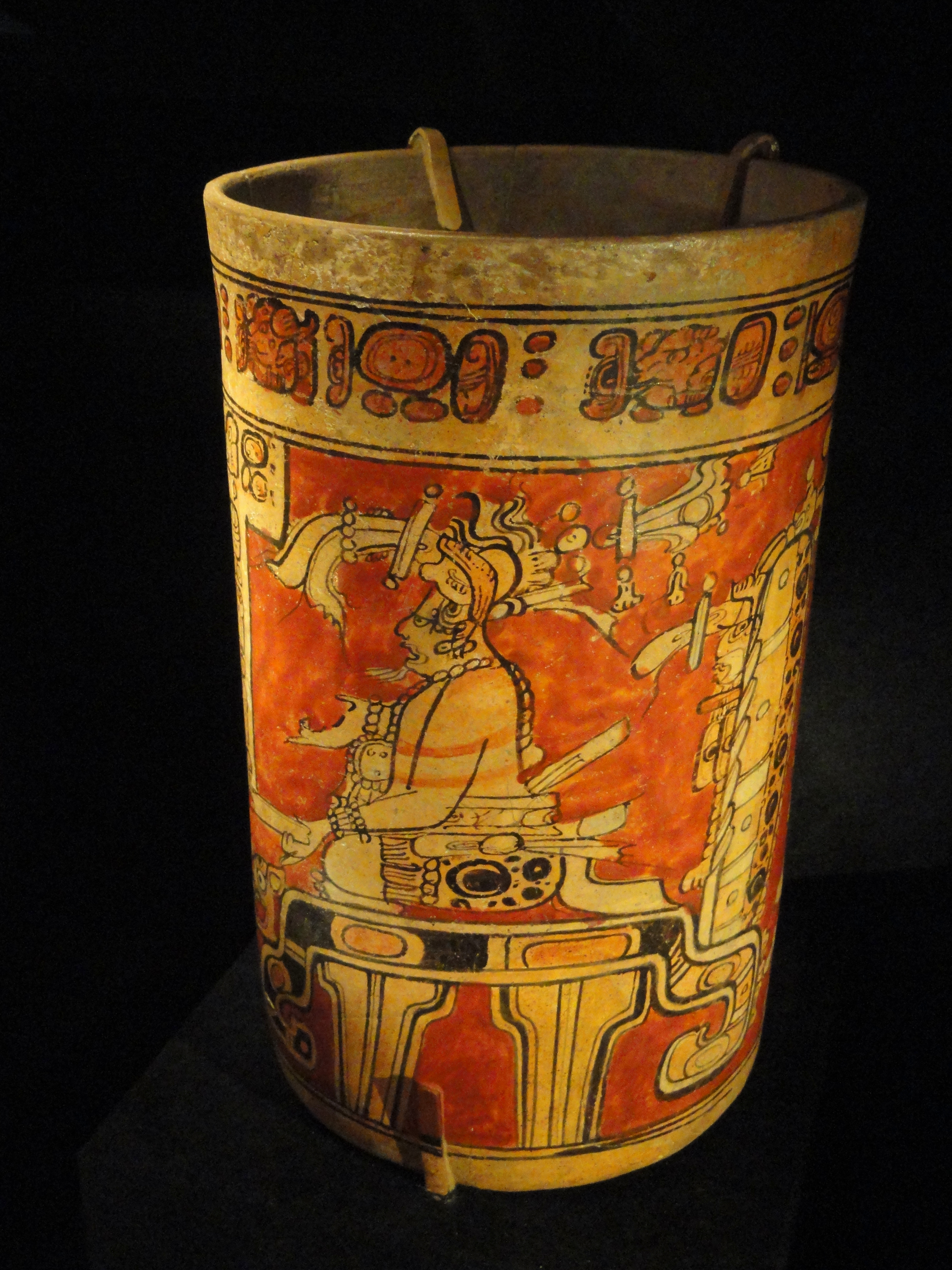
бог Тош
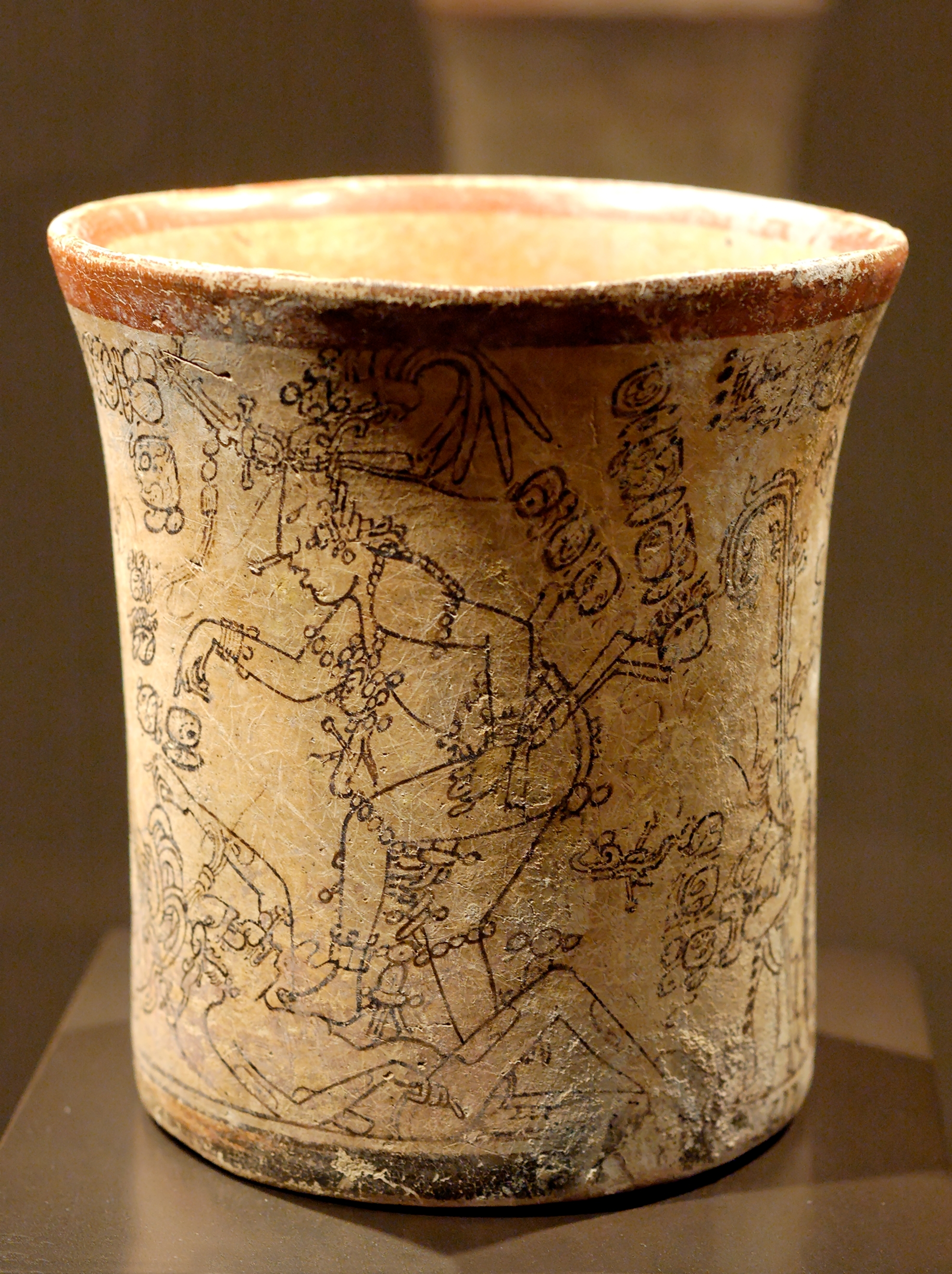
бог Равлик роздягає бога Маїсу
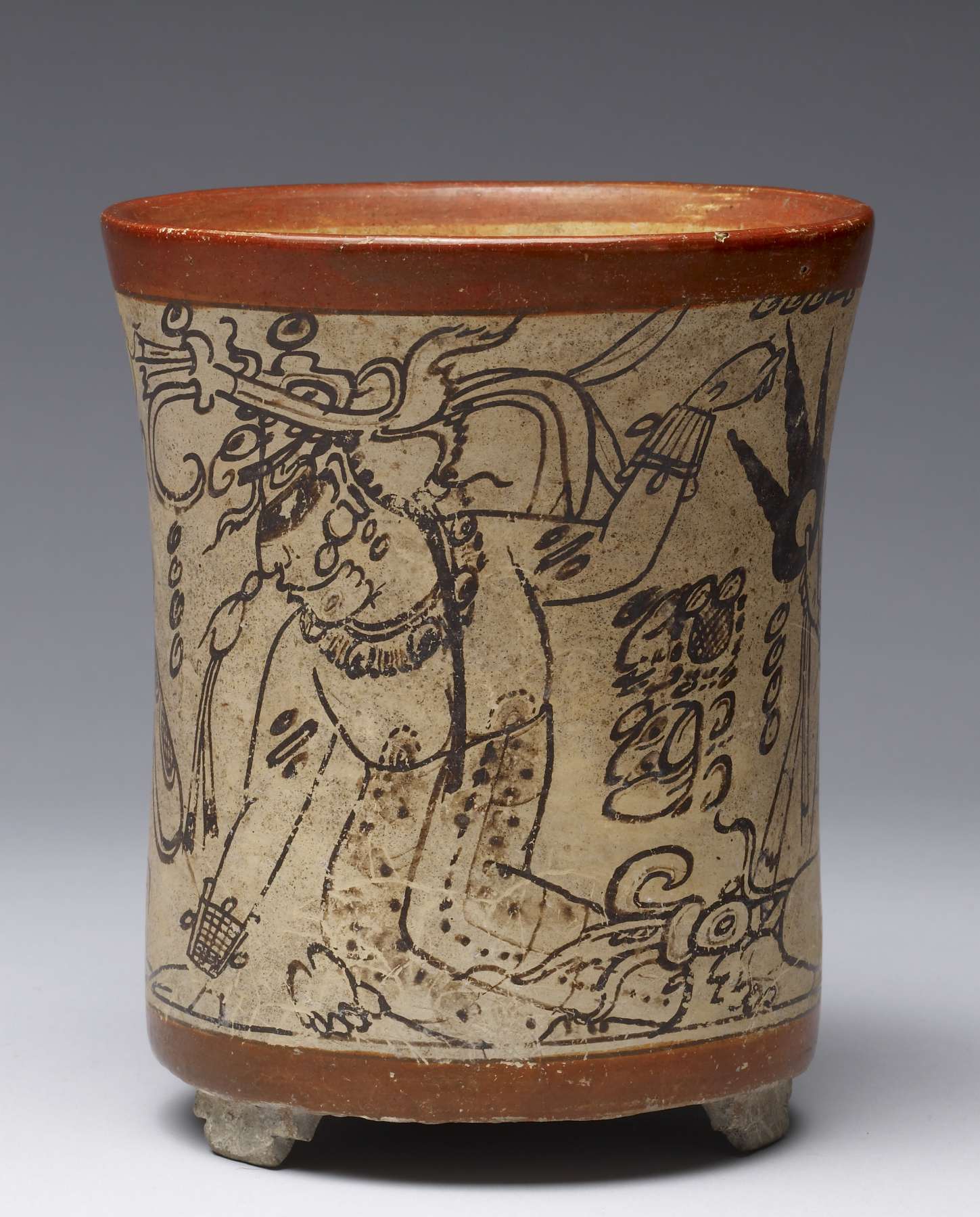
Лелека, богиня бджіл

## Зображення
Зображення дослідники умовно відносять до двох основних груп — міфологічної та світської або меморіальної. Перша включає сцени з міфів, зображення богів і міфологічних персонажів, друга — сюжети з життя історичних осіб, переважно представників знаті мая. Тут виділяються палацові сцени, дія яких розгортається в особистих кімнатах володаря, ритуальні, військові, батальні і переможні.
Міфологічна група сцен на кераміці є в даний час одним з основних джерел для вивчення релігії та міфології мая класичної епохи. Сюжети світської групи зображень на посудинах, що достовірно відтворюють побут еліти мая, представлені також у монументальному мистецтві і дрібній пластиці.

### Міфологічна група
У сценах на кераміці боги дощу Чаки й інші фігури пантеону, пов'язані із землеробським циклом, майже не зустрічаються, тоді як світ богів пекла розкритий у всій своїй повноті, барвистості і різноманітті. В іконографії мешканців підземного світу чітко представлені всі стадії антропоморфизації міфологічних образів.
Одне з значних місць займає зображення володаря пекла — бога Равлика, іконографія якого ідентична його зображенню у рукописах. Він показаний сидячим в своїй мушлі, або виглядає з неї чи йде з нею за спиною. У кількох сценах він зображений з сигарою і без мушлі.
Іншою важливою фігурою в сценах на кераміці є бог грози Тош (Злива), найдавніший бог-вояк у племен мая, володар згубних для посівів злив і бурь, ворог бога маїсу. У сценах на посудинах Чорний владика грозової зливи (Тош) зображується на троні під пологом із сигарою і символами верховної влади «священним тюком» з реліквіями, що стоять біля спинки трону, і головою бога вогню в руках, який прикрашав навершя скіпетрів верховних володарів майських держав. Над стоячим на хребцях троном зображені міфічні пекарі з «намистом смерті» — символ сезону посухи.
Дослідження зображень на кераміці дозволило визначити основний склад підземних груп Равлика і Тоша. До фратрії (групи) сезону дощу належали: її голова Равлик, богиня-діва, чорний бог купців, бог вогню — посередник між людьми і богами, Хмарний змій, Жаба — одне з божеств дощу, Армаділл, молодий бог кукурудзи, Лелека, богиня бджіл, Кецаль. До фратрії сезону посухи входили: бог грозових злив Тош — її володар, Велика богиня, Ягуар, зображуваний в обох своїх іпостасях — атропо- і зооморфної, Болон Йокте, один з богів війни та смерті, Кажан, страж пекла, Олень, Мавпа, Лис, Кролик, Тапір, Пекарі, Папуга, Собака з рисами ягуара, Гриф, Москіт, бог смерті у вигляді скелета.
Завдяки перекладу написів на посудинах стало відомо про уявлення мая щодо шляху привиду померлого в пеклі. Останній повинен був пройти довгий шлях, повний поневірянь і випробувань, але до богів пекла потрапляли усі.
Також у написах прсиутні тотеми обох фратрій божества пекла, родів, предки-родоначальники, боги зірок і планет, що спускалися вночі в підземний світ, зокрема Хун Ахав, бог планети Венери, різні дрібні демони, чудовиська та біси.

### Світська група
У центрі цієї групи знаходиться фігура володаря. У написах, супроводжуючих сцени, він називається «благим», «піднесеним володарем і правителем», «високим владикою», «покровителем». Зазвичай владика сидить на троні (циновці ягуара) під балдахіном. Поруч з ним представлено його почт: воєначальники, жерці, придворні різних статусів і рангів — писарі, кати, музиканти, актори, танцюристи, карлики. Дружини правителів також зображені — сидять на троні позаду володарів-чоловіків, обмахують себе віялом або підносять напої.
Часто зображені на посуді гравці у м'яч. В ролі таких представлені самі правителі. На одній з посудин на тронному —помості поруч із володарем поміщені речі його ігровий екіпіровки — запорука сили і гордість кожного гравця: пояс і великий кругла скриня для каучукового м'яча. В одній сцені гравцеві з роду Оленя (червона команда) протистоїть гравець з роду Чаплі (блакитна), в іншій — суперниками виступають гравці з роду Оленя і роду, покровителем якого був чорний бог купців.
Втім частіше правителі зображувалися за веденням важливих державних справ: очолювали військові походи, збирали данину з підкорених селищ і міст, брали участь у жертвоприношеннях богам, очолювали верховні ради держави, вели бесіди з придворними, верховним жерцем.
На посуді правитель також представлено у супроводі трьох осіб, котрі стоять біля трону по праву руку володаря (на зображеннях — ліворуч) або стоять біля нього. Вони слідують за ношами правителя, беруть участь разом з ним у полюванні на оленів. Багатством одягу і прикрас ці три сановника практично не поступаються правителю. У двох сценах прийняття данини з завойованих земель у всіх чотирьох підкреслено однакові головні убори. Лише велика квітка водяної лілії прикріплений ззаду до тюрбану, виділяє убір верховного владики. У написі, що супроводжує одну зі згаданих сцен, кожен з трьох сановників, подібно правителю на троні, названий титулом «ла» — «володар» («ах'-ав») з епітетом «високий». Виявлено, що це були співволодарі.
У сценах на кераміці 4 владик беруть участь у танцювальних процесах перед помостами з прив'язаними до них жертвами, танцюють перед людським жертвопринесенням в ролі імперсонаторів богів-ягуарів і птаха-пуми.
У багатьох батальних і переможних сценах військовики зображені разом з володарем. Вони підводять до нього полонених, сидять або стоять біля трону з жертовними тризубами або з тюком зі знаками «х'а» — «їжа» (символом данини) і «ціпком».
На двох вазах, присвячених пам'яті великого воєначальника з Брода Ягуара, він названий «захисником», «списоносців, шанованим ватажком, поважним воєначальником». У батального сцені він показаний на чолі загону з списом і трофейними головами. На його обличчі — дві смуги, символ рани, як у бога війни. Волосся вояків його загону, що підводять полонених до правителя, пофарбовані в червоний колір на знак готовності померти в битві, принести себе в жертву богам війни. У палацовій сцені той же військовик з трофейними головами біля пояса приносить до трону володаря захоплені в поході коштовні візерункові плащі.
У палацових сценах на посуді верховний жрець зображений зазвичай по ліву руку від владики (з іншого боку від трону по відношенню до співправителя). Він бере участь разом з володарем у поминальному бенкеті, обряді кровопускання для запобігання посухи і часто зображений під час бесіди з ним.